# پر (مدل مو)

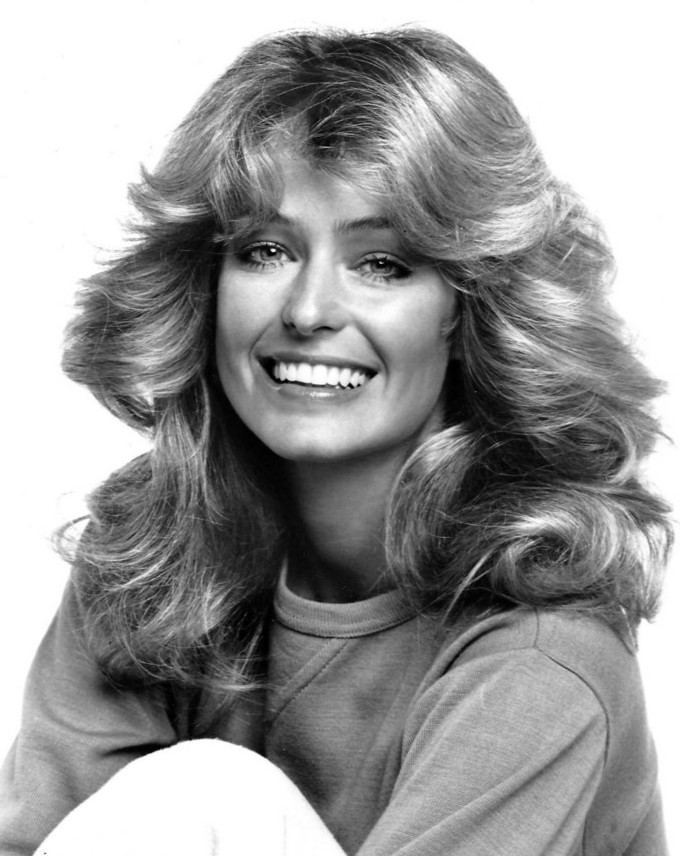
فارا فاست که این مدل مو با نام او پیوند خورده است.

پر (انگلیسی: Feathered hair) یا فارا نوعی مدل مو است که در دهۀ ۱۹۷۰ میلادی تا اوایل دهۀ ۸۰ رایج بود. این مدل مو برای موهای لخت طراحی شده بود و به شکل لایه‌لایه کوتاه می‌شد. این مدل مو به طرفین یا بالا شانه می‌شد و حالتی شبیه پر پرندگان به خود می‌گرفت. 
این مدل مو در اوایل دهۀ ۱۹۷۰ به اوج محبوبیت خود رسید و افراد سرشناس بسیاری، از جمله دوروتی همیل، راب لو و جان تراوالتا از آن استفاده می‌کرد، اما این مدل مو بیشتر با نام فارا فاست معروف شده است.